# Sarah Schlitz

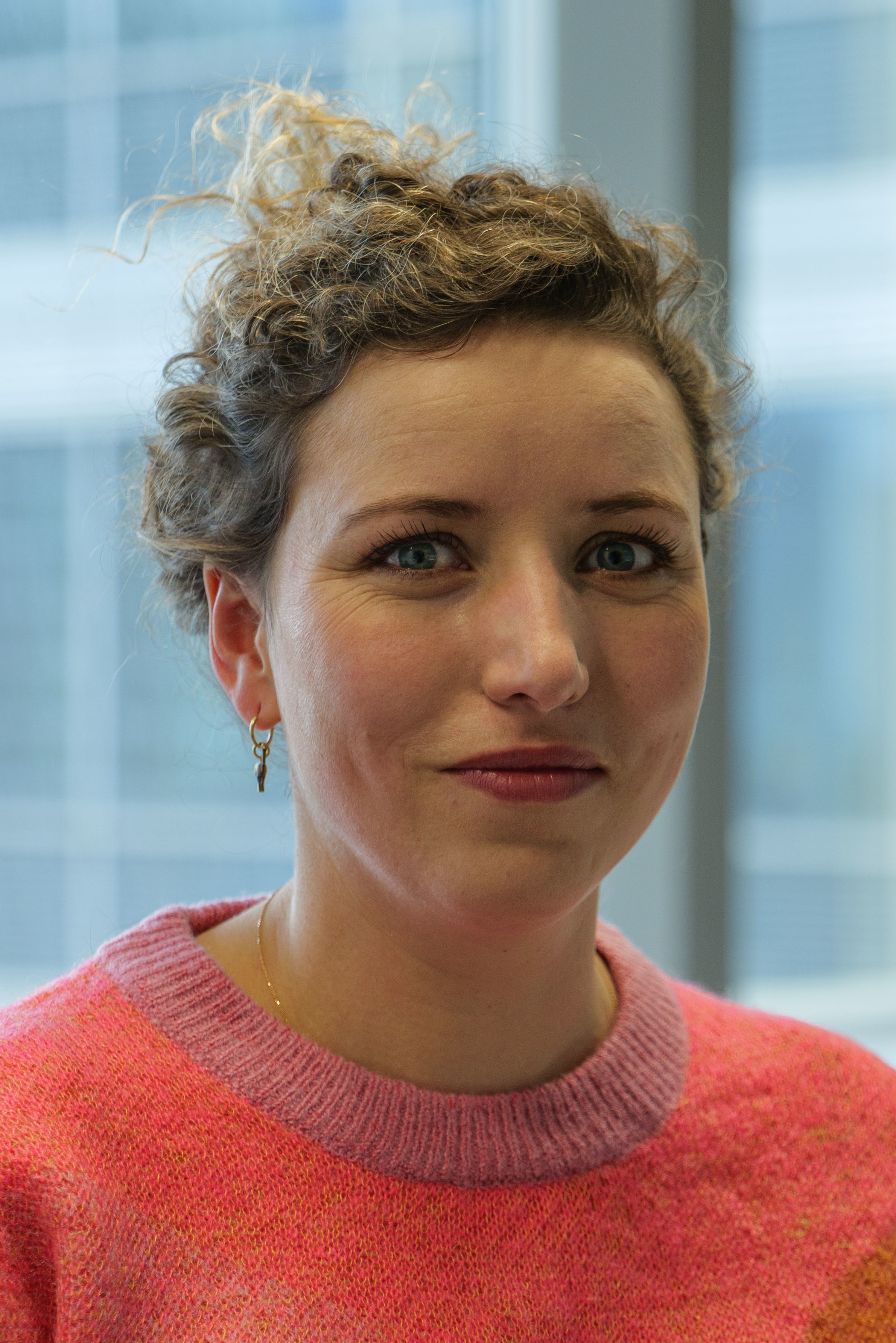
Sarah Schlitz

Sarah Schlitz (* 7. Dezember 1986 in Lüttich) ist eine belgische Politikerin von Ecolo. Von Oktober 2020 bis April 2023 war sie Staatssekretärin für Geschlechtergleichstellung, Chancengleichheit und Diversität in der Regierung De Croo.

## Ausbildung und Beruf
Schlitz ist die Enkelin von Henri Schlitz, dem früheren Bürgermeister von Lüttich. Sie schloss das Studium an der Universität Lüttich mit einem Master in Politikwissenschaft und einem Master in Urbanistik und Raumentwicklung ab. Von 2015 bis 2018 war sie beim Umweltverband Inter-Environnement Wallonie für die Mobilisierung zuständig und von 2016 bis 2018 Co-Vorsitzende der Coalition Climat.

## Politik
Schlitz war von 2012 bis 2018 Mitglied des Gemeinderats von Lüttich. Bei der Parlamentswahl 2014 belegte sie den dritten Platz als Ersatzkandidatin für Ecolo im Wahlkreis Lüttich. Am 18. Oktober wurde sie Nachrückerin für Muriel Gerkens, die aus dem Parlament ausschied.
Bei der Parlamentswahl 2019 wurde sie als Spitzenkandidatin von Ecolo im Wahlkreis Lüttich in die Abgeordnetenkammer gewählt.
Vom 1. Oktober 2020 bis zu ihrem Rücktritt am 26. April 2023 war sie Staatssekretärin für Geschlechtergleichstellung, Chancengleichheit und Diversität in der Regierung De Croo.